# Rolf-Dieter Kahnt
Rolf-Dieter Kahnt (* 5. Oktober 1952 in Weißenfels) ist ein ehemaliger deutscher Fußballtorwart. Er spielte für den FC Vorwärts Frankfurt (Oder) und die BSG Energie Cottbus in der DDR-Oberliga.

## Karriere
Kahnt spielte in seiner Jugend bei seinen Heimatvereinen BSG Motor Weißenfels und BSG Fortschritt Weißenfels, bevor er im Sommer 1969 zum Hallescher FC Chemie ging. Zwei Jahre später wechselte er zum FC Vorwärts Berlin, der Ende Juli 1971 nach Frankfurt (Oder) delegiert und in FC Vorwärts Frankfurt/Oder umbenannt wurde. Bereits in der Saison 1972/73 debütierte Kahnt in der DDR-Oberliga. Am 16. Dezember 1972 wurde er bei der 3:5-Niederlage gegen Rot-Weiß Erfurt nach der Halbzeit für Holger Keipke eingewechselt. Danach blieb er bis zum Saisonende der Stammtorhüter. In der folgenden Spielzeit absolvierte Kahnt alle Ligaspiele. Danach wurde er nur wenige Male eingesetzt. Im UEFA-Pokal 1974/75 stand er in der ersten Runde gegen Juventus Turin im Tor, musste allerdings schon im Hinspiel in der 15. Minute durch Eckhardt Kreutzer ersetzt werden. Das Spiel gewann Frankfurt mit 2:1. 1976 wechselte Kahnt zur BSG Stahl Eisenhüttenstadt, bevor er 1977 von der BSG Energie Cottbus, die in der zweitklassigen DDR-Liga spielte, verpflichtet wurde. Nachdem er bis dahin nur sporadisch zum Einsatz gekommen war, absolvierte er in der Saison 1980/81 20 Spiele und schaffte mit Cottbus den Aufstieg in die Oberliga, wo er allerdings in nur einem einzigen Spiel zwischen den Pfosten stand. Bis zu seinem Karriereende 1987 war Kahnt noch in 23 Ligapartien im Einsatz.